# Autostrada A18 (Italien)
Die Autostrada A18 (italienisch für ‚Autobahn A18‘) ist eine italienische Autobahn auf Sizilien, die von Messina nach Catania führt. Sie ist derzeit auf 118,3 km für den Verkehr freigegeben. Der nördliche Streckenabschnitt führt von Messina bis nach Catania und ist 76,8 km lang. Zwischen Catania und Siracusa ist die Autobahn unterbrochen. Der südliche Streckenabschnitt ist derzeit auf einer Länge von 59,0 km befahrbar. Geplant ist die Verlängerung bis nach Gela.  Die A18 ist  teilweise mautpflichtig.
Die Autobahn hat Anschluss zur A19 (Catania – Palermo) und zur A20 (Messina – Palermo).

## Die einzelnen Abschnitte
Die A18 lässt sich auf Grund der unterschiedlichen Planungs- und Bauphasen in drei Abschnitte gliedern.

### Abschnitt Messina–Catania
Dieser vollständig gebaute Streckenabschnitt der A18 mit einer Länge von 76,8 km ist mautpflichtig.

### Abschnitt Catania–Siracusa
Dieser Abschnitt wird derzeit von der ANAS verwaltet und ist teils als eigenständige Autobahn und teils als Staatsstraße SS 114 ausgeführt. Er ist im Gegensatz zu den anderen beiden Abschnitten kostenfrei.

### Abschnitt Siracusa–Gela
Zwischen Siracusa und Modica ist die Autobahn derzeit auf einer Länge von 59,0 km für den Verkehr freigegeben. 1993 wurde der erste Streckenabschnitt zwischen Siracusa und Cassibile eröffnet, welcher in der Folge bis Noto und 2008 bis Rosolini verlängert wurde. 2021 wurde der Abschnitt bis zur Ausfahrt Ispica-Pozzallo eröffnet. Als bislang neueste und letzte Erweiterung ging am 7. Dezember 2023 der Abschnitt bis Modica in Betrieb. Geplant ist die Verlängerung bis nach Gela. Die Benutzung ist derzeit noch kostenfrei, die Einführung einer Maut ist allerdings vorgesehen. Dafür wurden an den Anschlussstellen bereits Mautstellen errichtet. Die Strecke zwischen den Anschlussstellen Modica und Scicli ist derzeit in Bau, der Rest zwischen Scicli und Gela in Planung. Der noch zu errichtende Abschnitt zwischen Modica und Gela ist 70,6 km lang.